# I corrotti - The Trust
I corrotti - The Trust (The Trust) è un film del 2016 diretto da Alex Brewer e Benjamin Brewer. Il film è anche l'ultimo dove recita il comico Jerry Lewis, deceduto l'anno successivo.

## Trama
L'agente di polizia di Las Vegas Jim Stone contatta il suo collega con cui lavora nella stanza delle prove, il sergente David Waters, per parlare di una cauzione capitatagli in mano dopo un arresto per droga. I due scoprono l'esistenza di una cassaforte di cui non erano a conoscenza e decidono di rubarla.